# Seohyun
Seohyun (kor. 서현) (* 28. Juni 1991 in Seoul), wirklicher Name Seo Ju-hyeon, ist eine südkoreanische Sängerin, Tänzerin, Model, Schauspielerin und Mitglied von Girls’ Generation.

## Leben
Seohyun wurde am 28. Juni 1991 in Seoul geboren und wuchs als Einzelkind auf. Da ihre Mutter Vorsitzende einer Klavierschule ist, lernte sie schon früh, Piano zu spielen. 2003 wurde sie im Zuge des S.M. Casting Systems entdeckt und wurde so bei der Talentagentur S.M. Entertainment unter Vertrag genommen. Am 11. Juli 2007 wurde sie als Mitglied von SMs neuer Girlgroup vorgestellt, deren Name, Girls’ Generation, erst später bekanntgegeben wurde.
Am 9. Februar 2010 schloss sie die Jeonju High School of Art (전주예술고등학교) ab und besucht aktuell die Dongguk University.
Seohyun ist ledig und hat die Blutgruppe A. Sie spricht Koreanisch, Hochchinesisch, Japanisch und Englisch.

### Karriere
2009 veröffentlichte Seohyun zusammen mit ihren Bandkolleginnen Jessica und Tiffany unter dem Namen Roommate die Single Oppa Nappa (오빠 나빠). Zusammen veröffentlichten sie auch das Werbelied Mabinogi (It's Fantastic) für das gleichnamige Computerspiel.
Im Februar 2009 veröffentlichten Seohyun und Joo Hyun-mi den Trot-Song Jjarajajja (짜라자짜). Der Titel wurde als Trot-Lied des Jahres bei den Mnet Asian Music Awards nominiert.
Zusammen mit ihren Bandkolleginnen Sooyoung und Yuri hatte sie am 11. Oktober 2009 ein Fotoshooting mit QTV für das Projekt Dreaming Water. Dabei handelt es sich um eine Kampagne der UNICEF und Cosmopolitan zur Erhaltung der Umwelt und sauberen Wassers. Seohyun ist auch Werbemodel für diverse Marken. So modelte sie bereits 2004 zusammen mit TVXQ für Smart Uniform und war Fotomodel in der Vogue Korea. Im März 2010 warb sie zusammen mit Krystal von f(x) für Clean & Clear.
Des Weiteren ist sie seit dem 27. Februar 2010 Teil der MBC-Reality-Show We Got Married. In dieser Sendung bildet sie zusammen mit Jung Yong-hwa von der Indie-Rock-Band C.N. Blue ein Paar. Dabei wird eine Ehe der beiden simuliert.
Des Weiteren wurden Seohyun und ihre Bandkollegin Taeyeon als Synchronsprecherinnen für die koreanische Version des Animationsfilms Ich – Einfach unverbesserlich (2010) engagiert. Seohyun lieh dabei dem Mädchen Edith ihre Stimme.
Seohyun partizipierte in dem zur südkoreanischen TV-Serie Kim Suro (김수로) mit dem Titel Apado Gwaenchanayo (아파도 괜찮아요). Das Lied wurde am 25. Juni 2010 veröffentlicht. Seohyun spielte auch in dem Musikvideo zu Oh! Naui Yeosinnim (오! 나의 여신님) der Band TRAX mit. Außerdem ist sie auf dem entsprechenden Albumcover zu sehen.
Zusammen mit 19 anderen Popsängerinnen und Popsängern sang später sie das Lied Let's Go ein, welches Teil von Südkoreas G20-Kampagne ist, da sich die Gruppe der 20 am 11. und 12. November 2010 in Seoul traf. Das Musikvideo erschien bereits am 13. Oktober, die Single wurde am 15. Oktober zum Download veröffentlicht.
Ein Lied von TVXQ und Seohyun mit dem Titel Journey ist auf dem Album Keep Your Head Down von TVXQ enthalten. Der Musiktitel ist gleichzeitig der Soundtrack zu der TV-Serie Paradise Ranch.
Im Jahr 2016 spielte sie in der Fernsehserie Moon Lovers: Scarlet Heart Ryeo die Rolle der Woo-hee. Im chinesischen Film So I Married an Anti Fan ist sie im gleichen Jahr in der Nebenrolle als Ai Lin zu sehen.
2020 ist Seohyun in der Hauptrolle des K-Dramas "Private Lives" zu sehen.
2022 spielt sie Jung Ji-Woo in dem K-Drama Love and Leashes.

### Girls’ Generation
Die südkoreanische Mädchengruppe Girls’ Generation (소녀시대; 少女時代) wurde 2007 von S.M. Entertainment gegründet. Am 2. August 2007 erschien ihre erste Single Into the New World. Das erste Album Girls’ Generation war das erste einer Girlgroup seit 2002, das sich in Südkorea über 100.000 Mal verkaufte. An diesen Erfolg konnte die Gruppe mit dem folgenden Album und EPs problemlos anknüpfen.
2009 gelang der Gruppe mit dem Titel Gee ein Riesenerfolg. Mit dem Song stellte die Gruppe einen neuen Rekord in der KBS-Sendung Music Bank auf, indem sie neun aufeinanderfolgende Wochen den ersten Platz erreichten. Im August 2010 begann die Gruppe damit, ihre musikalischen Aktivitäten nach Japan zu verlagern. Außerdem warb Seohyun zusammen mit verschiedenen Bandkolleginnen unter anderem für Nintendo, den Wasserpark Caribbean Bay, und die Stadt Seoul.